# Uranophora splendida
Uranophora splendida là một loài bướm đêm thuộc phân họ Arctiinae, họ Erebidae.